# Robert Rabiega
Robert Rabiega (* 1. Februar 1971 in Berlin) ist ein deutscher Schachspieler und seit 2002 Großmeister.

## Erfolge

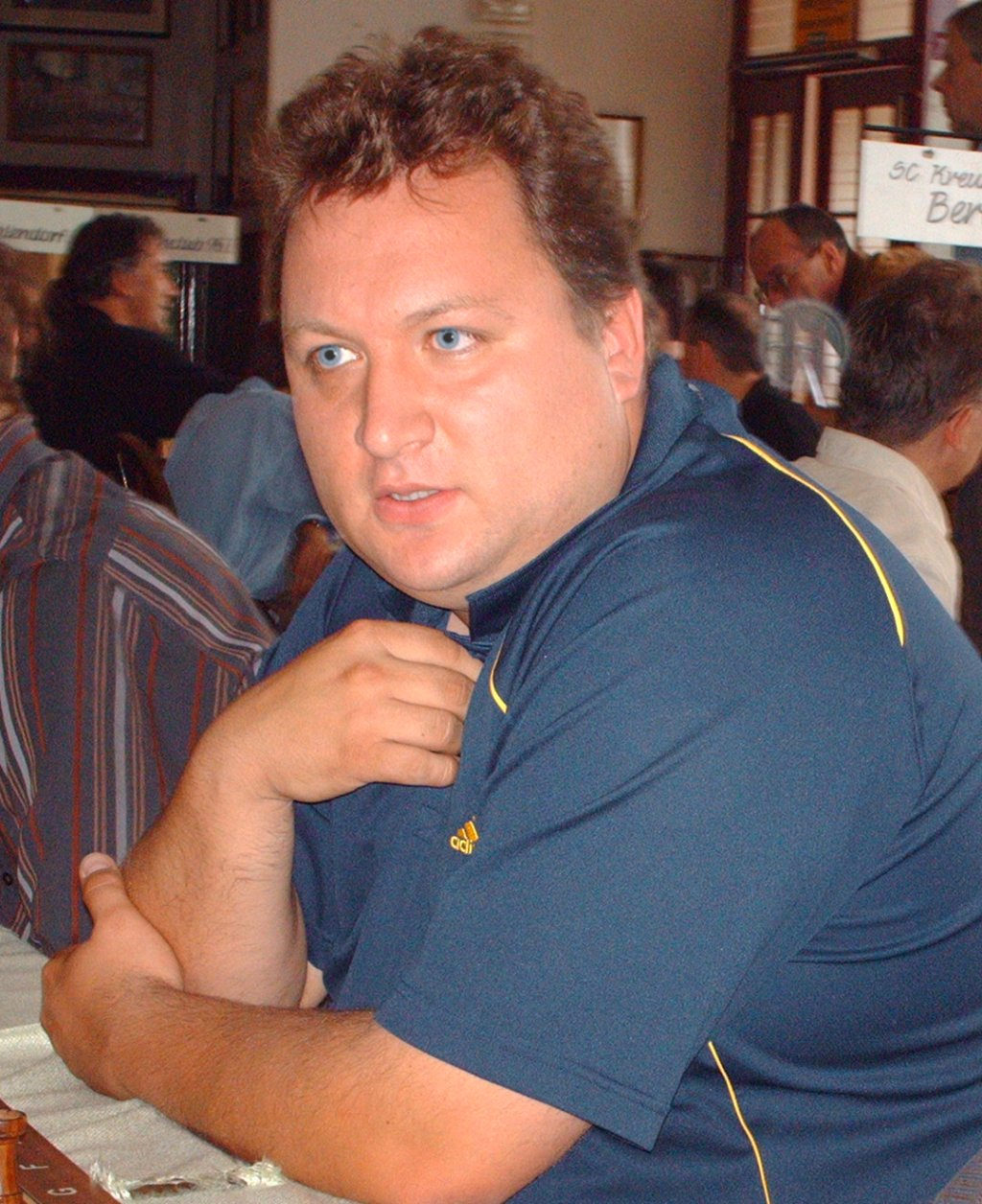
Robert Rabiega 2007 in Forst (Lausitz)

Im Jahr 1987 vertrat er die Bundesrepublik Deutschland auf den in Innsbruck ausgetragenen Weltmeisterschaften der Junioren bis 18 Jahre. 1991 gewann er in Berlin, 1993 belegte er den 2. Platz im offenen Turnier in Dresden und triumphierte (vor u. a. Klaudiusz Urban) in Posen. Ein Jahr später im nächsten Posener Turnier teilte er sich den 2. Platz (hinter Dominik Pędzich) mit Paweł Blehm. 1996 erreichte er einen ersten Erfolg bei den Deutschen Meisterschaften mit seinem sechsten Platz in Dudweiler. Im Jahr darauf siegte er im Spree-Open und im Rundenturnier in Budapest (zusammen mit József Horváth), er gewann auch den Meistertitel von Berlin.
Im Jahr 2000 triumphierte er erneut bei den Berliner Meisterschaften und erreichte den größten Erfolg seiner Karriere, als er in Heringsdorf die Goldmedaille bei den Deutschen Meisterschaften gewann. 2002 belegte er den 2. Platz (hinter Arkadij Naiditsch) beim B-Turnier in Essen, 2004 wurde er Sechster bei der 75. Deutschen Schacheinzelmeisterschaft in Höckendorf und siegte im Berliner Open. Im selben Jahr trat er in Barlinek beim Emanuel Lasker-Memorial auf, wo er (zusammen mit Bartłomiej Heberla) den 2. Platz belegte. 2005 gewinnt er beim Lichtenrader Herbst in Berlin, und wiederholte ein Jahr später diesen Erfolg. 2007 teilte er sich den 1. Platz unter anderem mit Imre Héra, Radosław Jedynak, Ilija Balinow und Grzegorz Gajewski beim Turnier in Oberwart und gewann das 14. Open Graz. Im Mai 2008 gewann er das Unicorn-Open in Berlin mit 6 von 7 möglichen Punkten.
Rabiega gehört zu den besten deutschen Spielern bei verkürzter Bedenkzeit: Viermal (2002, 2003, 2008 und 2014) wurde er deutscher Meister im Blitzschach und dreimal (1998–2000) Deutscher Meister im Schnellschach.
Er spielt für den SK König Tegel, den er zur Deutschen Mannschaftsmeisterschaft im Blitzschach 2014 führte und für den er 1990/91, 2000/01, 2006/07, 2009/10, 2011/12, 2013/14 und 2016/17 in der deutschen Schachbundesliga antrat (mit zwei Ausnahmen jeweils am Spitzenbrett), sowie in Österreich seit 2011 für Straßenbahn Graz. Vorher spielte er für den ESV Austria Graz, mit dem er von 1995 bis 2005 in der Staatsliga A (ab 2003 1. Bundesliga) vertreten war und 2003 österreichischer Mannschaftsmeister wurde. Von 1986 bis 1988 spielte er für die SVg Lasker-Steglitz, von 1993 bis 1995 für den SV Empor Berlin in der 1. Bundesliga.
Im Februar 2015 liegt er auf Platz 45 der deutschen Rangliste.
Als Trainer engagiert sich Robert Rabiega für talentierte Nachwuchsspieler und im Schulschach. Seit September 2012 ist er Schachlehrer am Berliner Käthe-Kollwitz-Gymnasium.
Er ist der Vater des Fußballspielers Vincent Rabiega.
| Die zur Anzeige dieser Grafik verwendete Erweiterung wurde dauerhaft deaktiviert. Wir arbeiten aktuell daran, diese und weitere betroffene Grafiken auf ein neues Format umzustellen. (Mehr dazu) |